# Monachoptilas hyperaesthetica
Monachoptilas hyperaesthetica är en fjärilsart som beskrevs av Edward Meyrick 1934. Monachoptilas hyperaesthetica ingår i släktet Monachoptilas och familjen äkta malar.
Artens utbredningsområde är Madagaskar. Inga underarter finns listade i Catalogue of Life.